# Strada europea E30

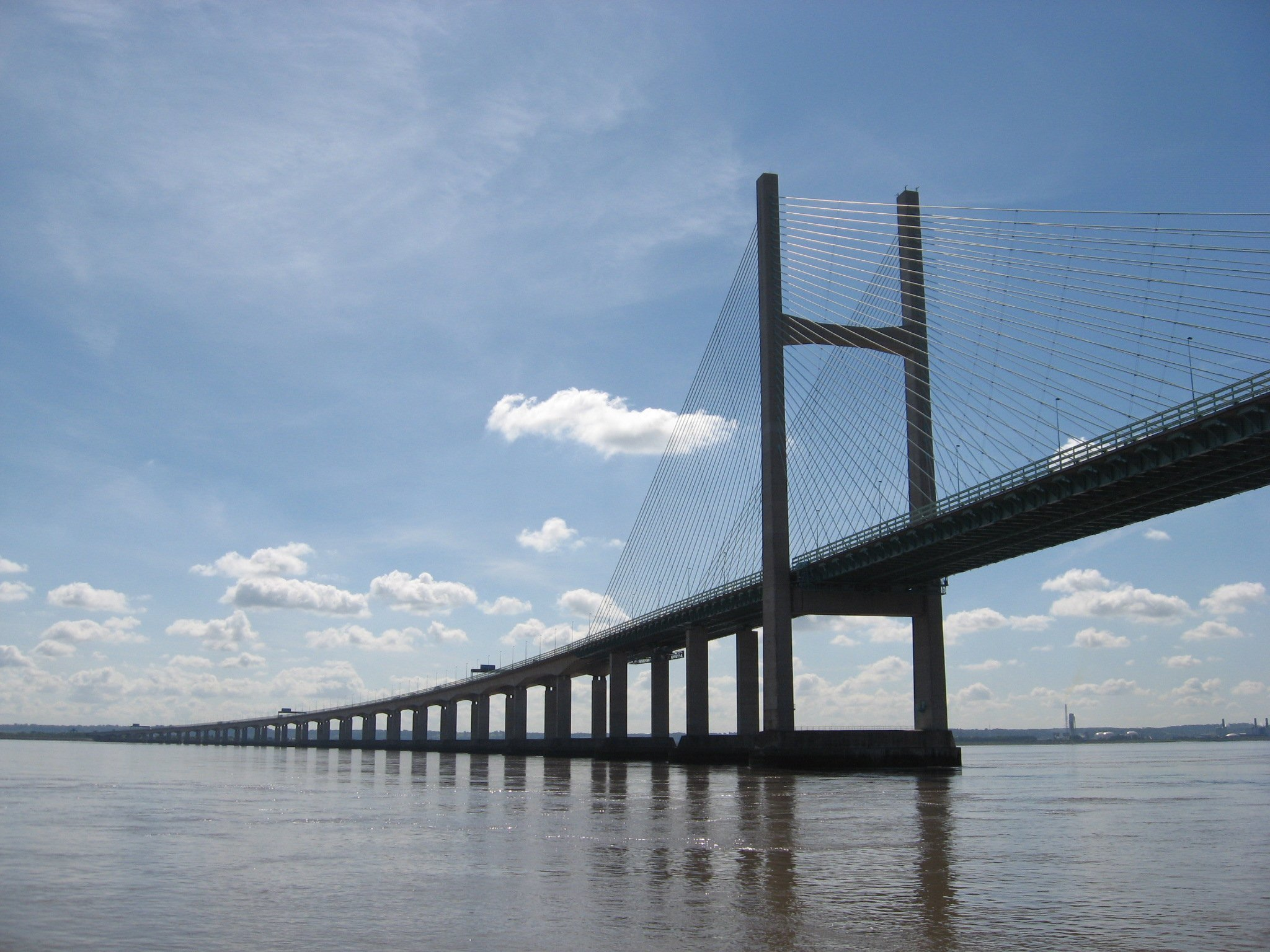
L'attraversamento della motorway M4 sul fiume Severn, nei pressi di Bristol. Il ponte, aperto nel 1996, collega Galles e Inghilterra

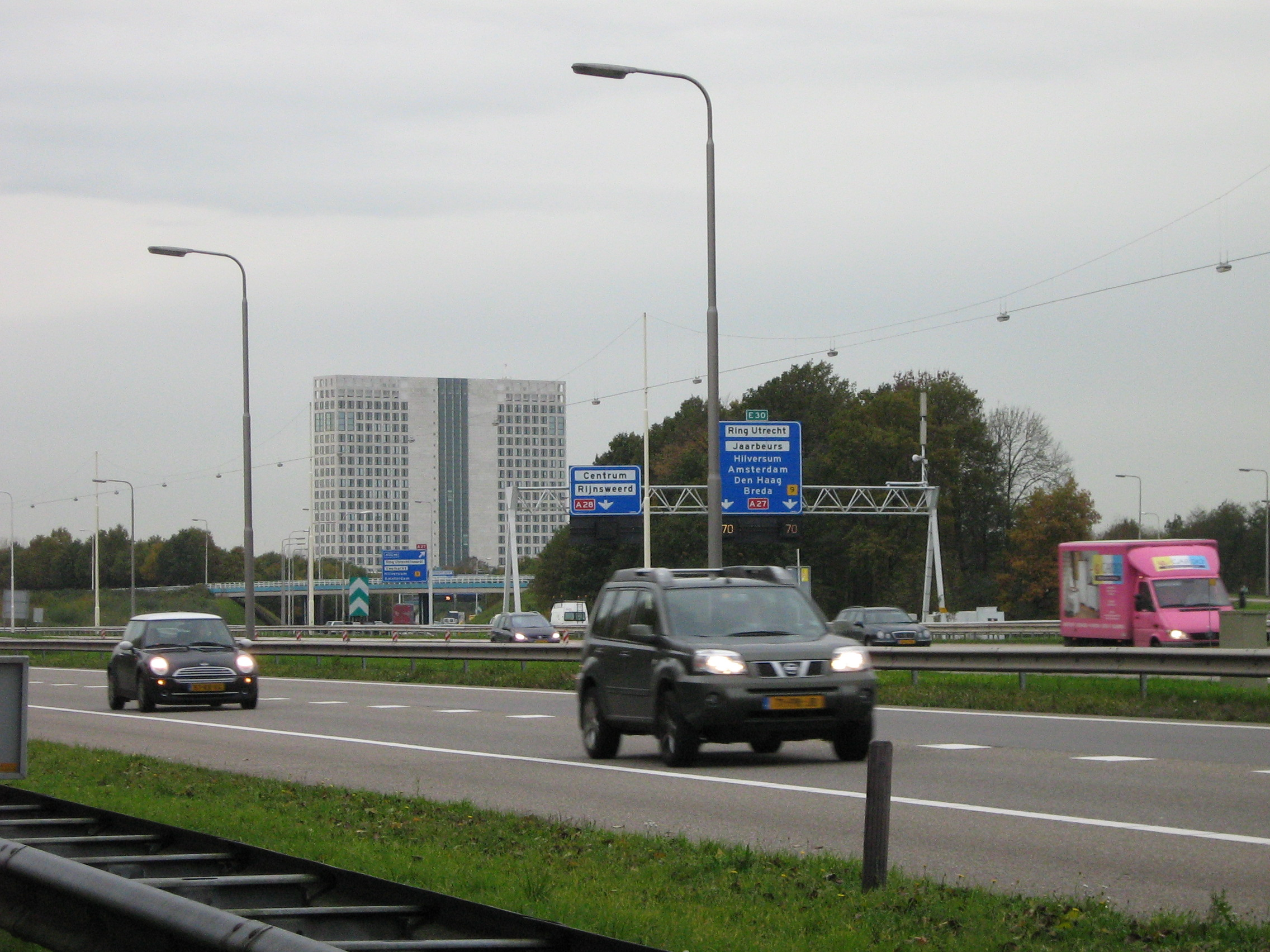
La E30 nei pressi di Utrecht, nei Paesi Bassi

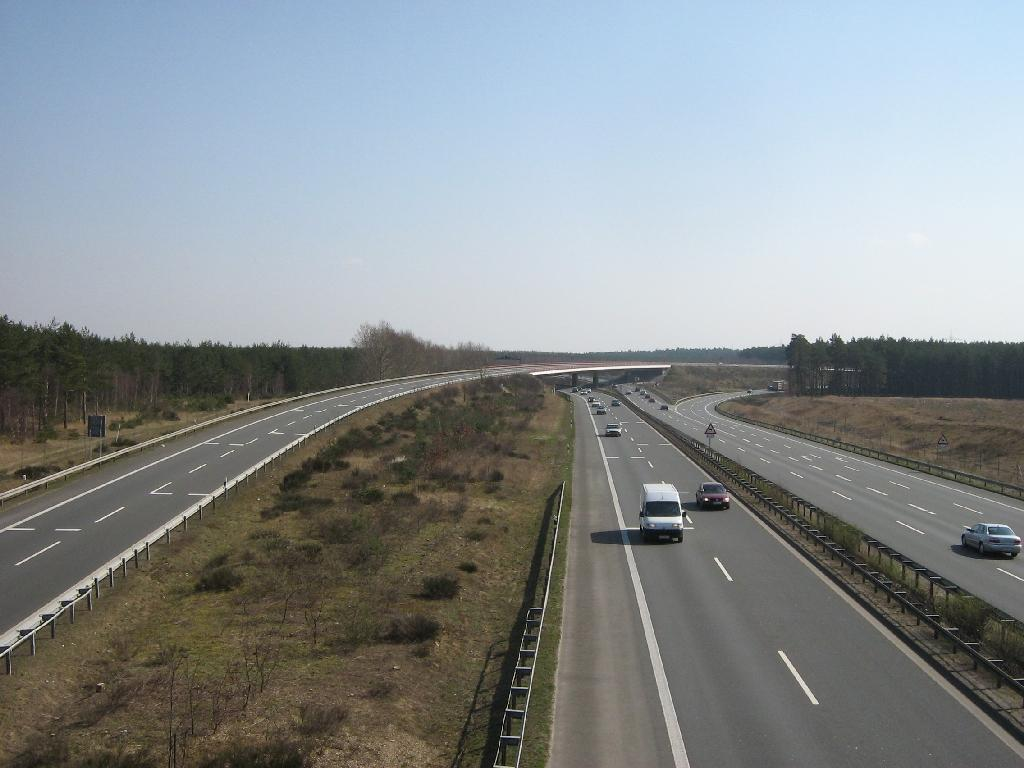
Un tratto della tangenziale di Berlino

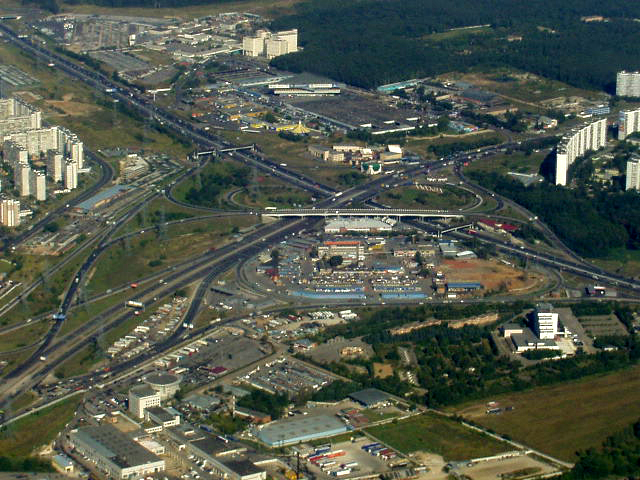
Uno svincolo della MKAD, la tangenziale moscovita

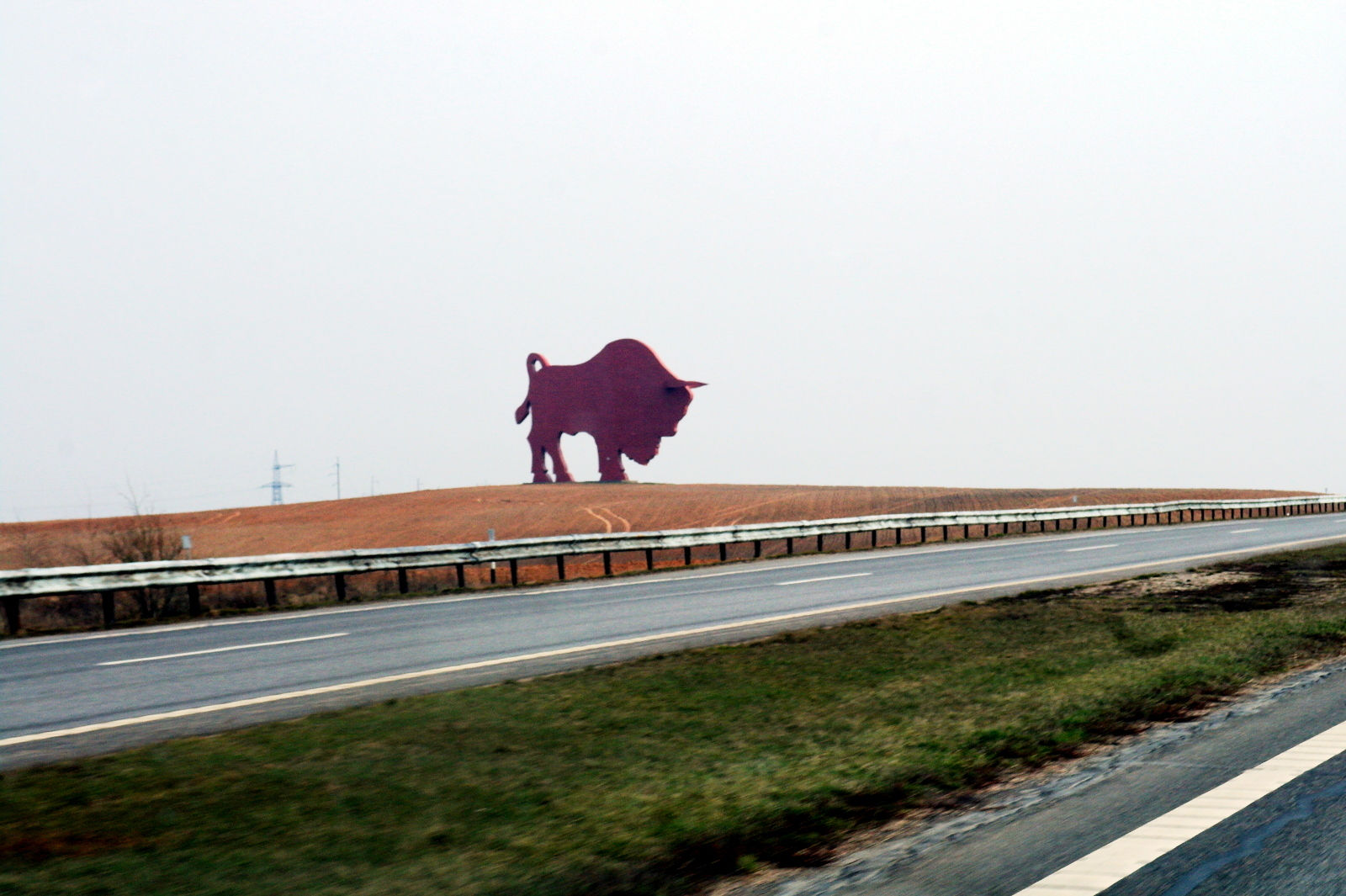
Monumento al bisonte europeo sulla E30 fra Minsk e la regione di Brėst, in Bielorussia

La strada europea E30  è una strada di classe A e, come si evince dal numero, è una dorsale Ovest-Est.
In particolare la E30 collega Cork, in Irlanda, a Omsk, in Russia, con un percorso lungo 5800 km, attraverso Regno Unito, Paesi Bassi, Germania, Polonia, e Bielorussia.
Per lunghi tratti, la E30 coincide in territorio russo con la cosiddetta autostrada transiberiana e, a est degli Urali, con l'autostrada asiatica AH6.

## Storia
La E30 è una delle più lunghe strade europee, grazie ad un tracciato che misura circa 5800 km (3300 km tra Cork e Mosca e 2500 km solo tra Mosca e Omsk). Precedentemente, la strada procedeva unicamente da Cork a Samara, con una lunghezza di circa 4900 km. Fino al 1985, parte della E30 era denominata E8 (con tracciato Londra-Berlino-Brėst).

## Tracciato
La E30 attraversa sette nazioni europee ed include due trasbordi via mare, uno da Rosslare Europort in Irlanda a Fishguard in Galles ed uno da Felixstowe in Inghilterra a Hoek van Holland nei Paesi Bassi.
Di seguito sono riportate le denominazioni delle strade che compongono la E30 nei vari paesi e le principali località toccate.

### Irlanda
- N25: Cork - Waterford - Wexford - Rosslare Europort.

Il traghetto Rosslare - Fishguard parte due volte al giorno, con un tragitto della durata di circa tre ore.

### Regno Unito
Sebbene il governo del Regno Unito partecipi pienamente alle attività relative alle strade europee, esse non sono segnalate in territorio britannico.
- Strada A40: Fishguard - Carmarthen.
- Strada A48: Carmarthen - Llanelli.
- Motorway M4: Llanelli - Swansea - Port Talbot - Bridgend - Cardiff - Newport - Bristol - Swindon - Reading - Slough.
- Motorway M25: Slough - Brentwood (la E30 condivide il tracciato della strada europea E15 tra la strada A1 e Brentwood).
- Strada A12: Brentwood - Chelmsford - Colchester - Ipswich.
- Strada A14: Ipswich - Felixstowe.

Nonostante siano previsti dal tracciato della E30, da Felixstowe in realtà non partono traghetti per Hoek Van Holland. Un servizio giornaliero (con quattro partenze) per la città olandese ha origine invece da Harwich, località posta sulla sponda opposta del fiume Orwell, a sud di Felixstowe, lungo la strada europea E32. Da Felixstowe partono invece traghetti cargo.

### Paesi Bassi
- Strada N211: Hoek van Holland - L'Aia.
- Autostrada A12: L'Aia - Gouda - Utrecht
- Autostrada A28: Utrecht - Amersfoort
- Autostrada A1: Amersfoort - Apeldoorn - Deventer - Hengelo
- Autostrada A1/A35: Hengelo
- Autostrada A1: Hengelo - Oldenzaal - de Lutte

### Germania
- Bundesautobahn 30: Osnabrück - Bad Oeynhausen
- Strada 61: Bad Oeynhausen
- Bundesautobahn 2: Bad Oeynhausen - Hannover - Braunschweig - Magdeburgo - Potsdam
- Bundesautobahn 10: Potsdam - Berlino
- Bundesautobahn 12: Berlino - Francoforte sull'Oder e quindi sul ponte autostradale di Francoforte sull'Oder

### Polonia
In territorio polacco, la E30 segue la strada nazionale 2 e l'autostrada A2. Le principali località toccate sono le seguenti.
- Świecko
- Świebodzin
- Poznań
- Konin
- Stryków (vicino a Łódź)
- Łowicz
- Varsavia
- Siedlce
- Biała Podlaska
- Terespol

### Bielorussia
In Bielorussia, la E30 segue la strada maestra M1, toccando le seguenti località
- Brėst
- Kobryn
- Baranavičy
- Minsk
- Barysaū
- Orša

### Russia
Il tratto russo della E30 è condiviso in gran parte con quello dell'itinerario asiatico AH6, anche se quest'ultimo a differenza della E30 tocca la città di Petropavl (in Kazakistan). La E30 segue la M1 fino a Mosca, quindi la M5 fino a Čeljabinsk e infine la M51 fino a Kurgan. Da lì prosegue su strade minori verso Išim e, evitando il confine kazako, raggiunge Omsk.
Ecco le principali località toccate dalla E30:
- M1: Smolensk - Mosca
- M5: Mosca - Rjazan' - Penza - Samara - Ufa - Čeljabinsk
- M51: Čeljabinsk - Kurgan - Omsk